# John Francis Kelly
John Francis Kelly (Boston (Massachusetts), 11 mei 1950) is een Amerikaans politicus en oud-militair. Van 31 juli 2017 tot 2 januari 2019 was hij stafchef van het Witte Huis onder president Donald Trump. Daarvoor was hij van 20 januari 2017 tot 31 juli 2017 minister van Binnenlandse Veiligheid. Sinds 2016 is hij generaal buiten dienst van de United States Marine Corps.

## Jeugd en opleiding
John Kelly werd op 11 mei 1950 geboren in een Iers-katholieke familie in Boston, en groeide op in de wijk Brighton. Op zestienjarige leeftijd liftte hij naar de andere kant van de Verenigde Staten, de staat Washington, en keerde terug met de trein. Hierna werkte hij een jaar bij de United States Merchant Marine en schreef zich in 1970 in bij het U.S. Marine Corps (Korps Mariniers) toen hij ingeloot zou worden voor dienstplicht. In 1972 werd hij als sergeant uit actieve dienst ontslagen, en werd in december 1975 aangenomen als tweede luitenant in het Korps via de officiersopleiding.
In 1976 studeerde hij af aan de Universiteit van Massachusetts in Boston en in 1984 behaalde hij nog een mastergraad in nationale veiligheidsstudies aan de Georgetown School of Foreign Service.

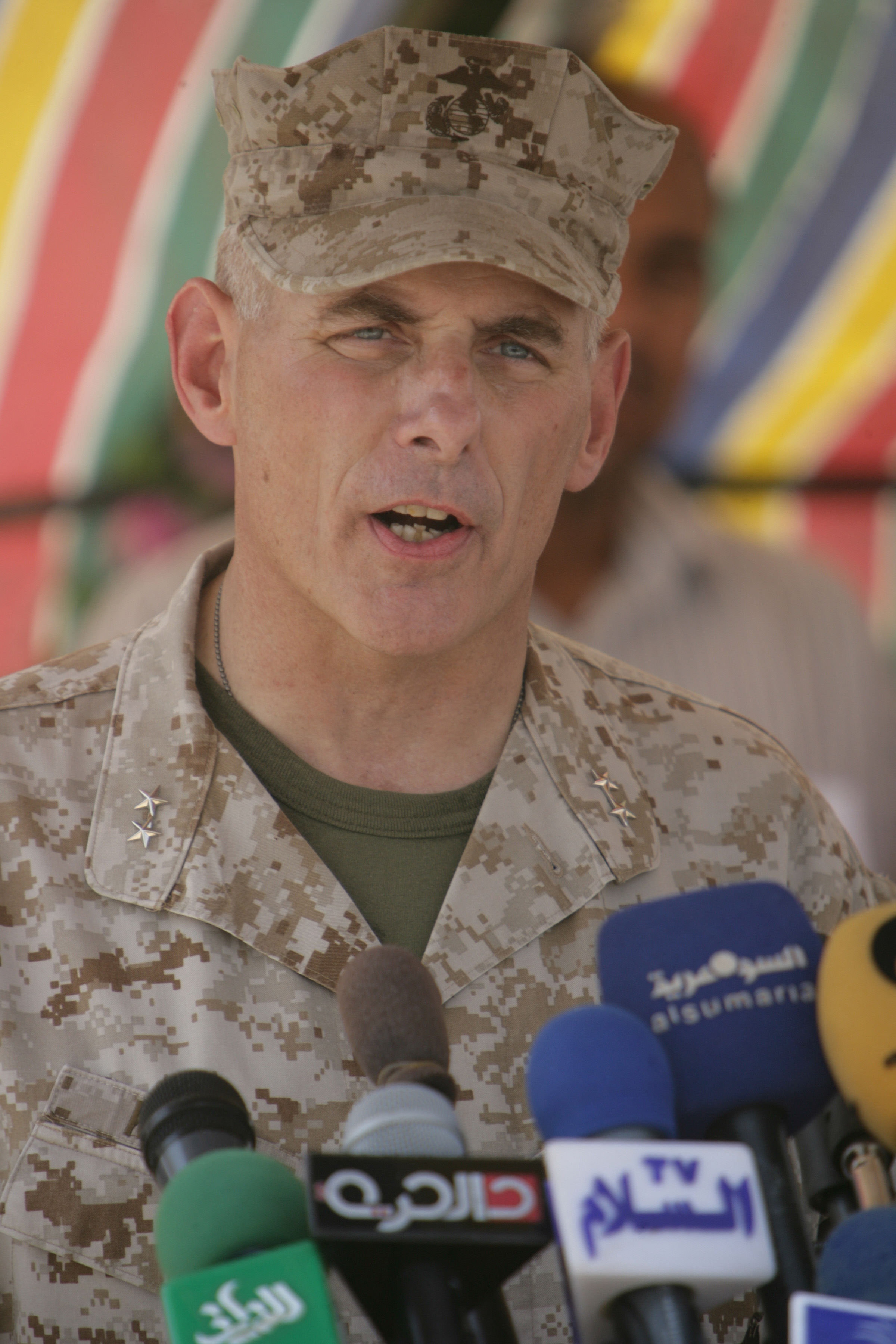
John Kelly in 2008

## Militaire carrière
Kelly keerde na zijn opleiding aan de Universiteit van Massachusetts terug naar zijn divisie bij de mariniers, waar hij opklom tot infantry company commander. Vervolgend diende hij aan boord van de vliegdekschepen USS Forrestal en USS Independence vanuit Mayport in Florida. In 1980 volgde hij, inmiddels met de rang kapitein, een nadere officiersopleiding in Fort Benning en werd hij gestationeerd op het hoofdkwartier van het Korps in Washington D.C. (1981-1984). In 1984 keerde hij terug naar zijn tweede mariniersdivisie en in 1987 werd hij gepromoveerd tot majoor.
In 1987 werd Kelly overgeplaatst naar The Basic School in Quantico, Virginia, waar de nieuwe officiers bij de Amerikaanse mariniers een deel van hun opleiding voltooien. Hij was verantwoordelijk voor de afdeling offensieve tactieken, en nam later de verantwoordelijkheden van de directeur van de infanterie-officierscursus waar. Na drie jaar bij de opleidingen actief te zijn geweest, werd hij zelf nader opgeleid bij het Marine Corps Command and Staff College en de School for Advanced Warfare - beide in Quantico.
Kelly werd bevorderd tot luitenant-kolonel en kreeg het bevel over het 1st Light Armored Reconnaissance Battalion in Camp Pendleton, Californië. Tijdens zijn bevel moest zijn bataljon de politie ondersteunen bij de Rodney King-rellen van 1992 in Los Angeles. Na twee jaar keerde hij terug naar de oostkust om een nadere opleiding aan het National War College te volgen, waarna hij werd aangesteld als liaisonofficier van de commandant van het Korps Mariniers naar het Huis van Afgevaardigden - waar hij werd bevorderd tot kolonel.
In 1999 werd Kelly overgeplaatst naar Bergen in België als speciaal assistent van de commandant van het Supreme Headquarters Allied Powers Europe. Na twee jaar keerde hij terug naar de VS, waar hij assistent-stafchef G3 werd bij de tweede mariniersdivisie. In 2002 werd hij overgeplaatst naar de eerste mariniersdivisie, als assistent-divisiecommandant. Deze functie oefende hij vooral uit op missie in Irak, tijdens de Irakoorlog. In maart 2003, terwijl hij in Irak zat, werd Kelly benoemd tot brigadegeneraal, de eerste promotie van een marinierskolonel in een oorlogsgebied sinds 1951.
Een maand later kreeg Kelly het bevel over de nieuw gevormde Task Force Tripoli, waarmee hij van iets ten noorden van Bagdad naar Samarra en Tikrit reed. Tijdens de aanval op Bagdad werd Kelly gevraagd door een journalist of hij, gezien de grootte van het Iraakse leger en het beschikbare materieel, ooit een verlies zou overwegen. Kelly's archetypisch antwoord was naar eigen zeggen iets als: "Hell these are Marines. Men like them held Guadalcanal and took Iwo Jima. Baghdad ain't shit."

Kelly getuigt voor een senaatscommissie als commandant van het US Southern Command

Zijn volgende aanstelling was als legislative assistant van de commandant van het Korps, Michael Hagee. In januari 2007 werd Kelly voorgedragen tot majoor-generaal, een rang waarin hij later dat jaar door de senaat werd bevestigd. In juli 2007 werd hij aangesteld als bevelvoerend generaal van de I Marine Expeditionary Force (waar ook de eerste mariniersdivisie deel van uitmaakte). In februari 2008 nam hij het bevel over de internationale krijgsmacht-west in Irak, waar hij majoor-generaal Walter Gaskin opvolgde. Na een jaar in Irak keerde Kelly in 2009 terug naar de VS. Kelly was de senior militair assistent van de minister van Defensie.
Van november 2012 tot zijn pensionering in 2016 had hij de leiding over de United States Southern Command (USSOUTHCOM), verantwoordelijk voor activiteiten in Centraal- en Zuid-Amerika en de Caraïben. Na zijn pensioen werd hij opgevolgd door marine-admiraal Kurt Tidd.

## Onder Donald Trump

### Minister van Binnenlandse Veiligheid

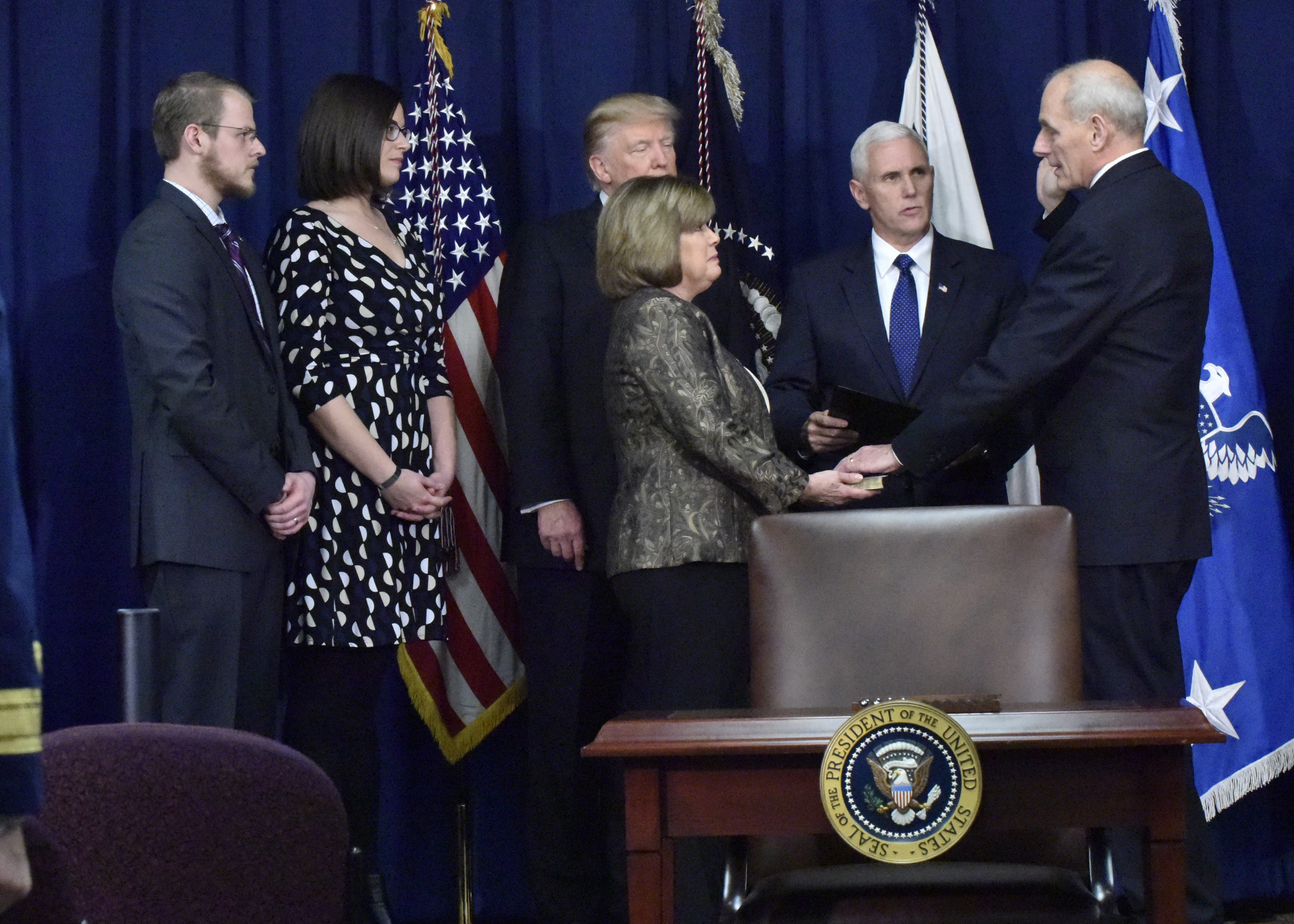
John Kelly wordt ingezworen als minister

Op 7 december 2016 maakte Donald Trump bekend dat hij de oud-generaal genomineerd had om de post van minister van Binnenlandse Veiligheid te vervullen in het nog te vormen kabinet. Er werd gesuggereerd door bronnen die bekend waren met het transitieteam dat zijn aanstelling gebaseerd was op zijn ervaring met de zuidwestelijke grens met Mexico. Op 20 januari 2017, de eerste dag in functie van Trump, werd de aanstelling van Kelly door de senaat bevestigd met een meerderheid van 88 tegen 11. Dezelfde avond werd hij nog ingezworen door vicepresident Mike Pence.
Al vroeg na zijn aantreden als minister sprak Kelly zijn wens uit om de door Trump beloofde (en zwaar bekritiseerde) grensmuur met Mexico binnen twee jaar te voltooien. De bouw zou al tegen het eind van zomer 2017 beginnen. Hij benadrukte het belang ervan vanwege de ongelooflijke bedreigingen, waaronder drugs en personen, die via de zuidelijke grens de VS binnen zouden komen. Hij sprak zijn verbazing uit over politici die blij waren dat de bouw vertraagd zou worden.
In mei 2017 benadrukte Kelly de alomtegenwoordigheid van terrorisme, en stelde hij dat mensen hun huis nooit meer zouden durven te verlaten als ze de waarheid zouden weten.

### Stafchef van het Witte Huis
Op 28 juli 2017 kondigde president Donald Trump aan dat Kelly zijn nieuwe stafchef van het Witte Huis werd, ter vervanging van Reince Priebus. Hij werd per 31 juli aangesteld. In december 2018 meldde Trump dat Kelly zijn functie als stafchef voor het einde van het jaar zou neerleggen. Kelly is op 2 januari 2019 opgevolgd door Mick Mulvaney, de directeur van het Bureau voor Management en Budget.

## Voetnoten
1. ↑  (en) Peter Baker, Maggie Haberman, Reince Priebus Is Ousted Amid Stormy Days for White House. The New York Times (28 juli 2017). Gearchiveerd op 30 juli 2017. Geraadpleegd op 29 juli 2017.
2. ↑  (en) Statement from Press Secretary Dave Lapan on Homeland Security Leadership | Homeland Security. www.dhs.gov. Gearchiveerd op 29 juli 2017. Geraadpleegd op 29 juli 2017.
3. ↑  (en) Maria Sacchetti, General John F. Kelly: from Brighton to Trump chief of staff - The Boston Globe. BostonGlobe.com. Gearchiveerd op 29 juli 2017. Geraadpleegd op 29 juli 2017.
4. 1 2  (en) John F. Kelly, Former Commander, U.S. Southern Command. www.defense.gov. US Department of Defense. Gearchiveerd op 29 juli 2017. Geraadpleegd op 29 juli 2017.
5. ↑  Geen verband met de gelijknamige stad.
6. ↑  Marine General Speaks Out. BlackFive. Gearchiveerd op 29 juli 2017. Geraadpleegd op 29 juli 2017.
7. ↑  (en) Marine Commander's Iraq Tour Ends With Optimism. NPR.org. Gearchiveerd op 29 juli 2017. Geraadpleegd op 29 juli 2017.
8. ↑  Panetta sworn in as Obama's second defense secretary. TBO.com (1 juli 2011). Gearchiveerd op 5 januari 2017. Geraadpleegd op 29 juli 2017.
9. ↑  Retired Marine Gen. John F. Kelly picked to head homeland security. Philly.com. Gearchiveerd op 29 juli 2017. Geraadpleegd op 29 juli 2017.
10. ↑  U.S. Senate: U.S. Senate Roll Call Votes 115th Congress - 1st Session. www.senate.gov. Geraadpleegd op 29 juli 2017.
11. ↑  Kelly: I hope border wall will be 'done within the next two years'. POLITICO. Geraadpleegd op 29 juli 2017.
12. ↑  Eugene Scott CNN, Kelly: Border wall construction by end of summer. CNN. Geraadpleegd op 29 juli 2017.
13. ↑  DHS Secretary Kelly says he's 'shocked' politicians celebrated lack of wall funding. POLITICO. Geraadpleegd op 29 juli 2017.
14. ↑  Mark Hensch, DHS chief: If you knew what I knew about terror, you’d ‘never leave the house’. TheHill (26 mei 2017). Geraadpleegd op 29 juli 2017.
15. ↑  ABC News, Priebus out as chief of staff, Trump names Kelly as replacement. ABC News (28 juli 2017). Geraadpleegd op 28 juli 2017.
16. ↑  Trump meldt vertrek van Witte Huis-stafchef John Kelly; Nick Ayers gaat hem niet opvolgen, de Volkskrant, 9 december 2018. Gearchiveerd op 24 januari 2022.
17. ↑  Na lang zoeken vindt Trump dan eindelijk zijn stafchef, De Volkskrant, 15 december 2018. Gearchiveerd op 3 augustus 2020.

- Gemeinsame Normdatei: 1121634788
- International Standard Name Identifier: 0000 0004 0334 7384
- Library of Congress Control Number: no2013048610
- Virtual International Authority File: 299993627
- WorldCat: E39PBJcwFQbwVcww6fh4pbpdcP

- Dit artikel of een eerdere versie ervan is een (gedeeltelijke) vertaling van het artikel John F. Kelly op de Engelstalige Wikipedia, dat onder de licentie Creative Commons Naamsvermelding/Gelijk delen valt. Zie de bewerkingsgeschiedenis aldaar.

John Steelman · Sherman Adams · Wilton Persons · Kenneth O'Donnell · Marvin Watson · Jim Jones · Bob Haldeman · Alexander Haig · Donald Rumsfeld · Dick Cheney · Hamilton Jordan · Jack Watson · James Baker · Donald Regan · Howard Baker · Kenneth Duberstein · John Sununu I · Samuel Skinner · James Baker · Mack McLarty · Leon Panetta · Erskine Bowles · John Podesta · Andrew Card · Joshua Bolten · Rahm Emanuel · Pete Rouse · Bill Daley · Jack Lew · Denis McDonough · Reince Priebus · John Francis Kelly · Mick Mulvaney · Mark Meadows · Ron Klain · Jeff Zients